# Una Merkel
Una Merkel (født 10. december 1903, død 2. januar 1986) var en amerikansk skuespiller.
Merkel medvirkede primært i løbet af 1930'erne i en række Hollywood-film, hvor hun normalt spillede den større kvindelig birolle. Hun var nomineret i 1962 til en Oscar for bedste kvindelige birolle i filmen Flyvende sommer. I alt hun medvirkede i omkring 100 film, samt et mindre antal tv-produktioner.
Merkel medvirkede også i syv sceneproduktioner på Broadway i årene 1916-1959.
Hun har en stjerne på Hollywood Walk of Fame på 6262 Hollywood Blvd.